# Partido Inglés
El Partido Inglés (en griego: Αγγλικό Κóμμα) fue uno de los tres primeros partidos políticos griegos no oficiales que dominaron la política y el gobierno de la Primera República Helénica y los primeros años del Reino de Grecia durante la primera mitad del siglo XIX, siendo los otros dos el Partido Ruso y el Partido Francés.

## Historia
La creación de este partido, como a los demás, fue la influencia que sostenían las potencias de la época (el Reino Unido, Francia y Rusia) en los asuntos griegos. Los griegos tenían la esperanza de que, al apoyarlos, esos países también ayudarían al reino griego a cumplir sus expectativas de progreso económico y expansión territorial.
La fundación del Partido Inglés probablemente se debería a la acción que tomaron algunos líderes de la Guerra de Independencia griega en junio de 1825, liderado por Alexandros Mavrocordatos y Georgios Kunturiotis, para redactar una carta en la que Grecia solicitaba protección al Reino Unido.
El partido tenía muy poco apoyo en la Grecia continental, pero era muy poderoso entre los fanariotas de Anatolia y los ricos armadores de las islas del Egeo. Durante el gobierno de Ioannis Kapodistrias perdió gran parte de su influencia debido a la creación de otros partidos (los movimientos ruso y francés) y fue la principal fuerza de la oposición. Recuperó su influencia política después de la llegada del rey Otón, ya que las simpatías políticas del regente principal, Josef Ludwig von Armansperg, estaban alineadas con Gran Bretaña.
Su principal líder era Alexandros Mavrocordatos, y la posición del partido rápidamente empezó a declinar después de su muerte en 1865.